# مارك مور (مجدف)
مارك مور (بالإنجليزية: Mark Moore)‏ هو مجدف أمريكي، ولد في 15 فبراير 1939 في ويتير في الولايات المتحدة.

## وصلات خارجية
- مارك مور على موقع الاتحاد الدولي للتجديف (الإنجليزية)
- مارك مور على موقع اللجنة الأولمبية الدولية (الإنجليزية)
- مارك مور على موقع أوليمبيديا (الإنجليزية)